# Trofeo Bravo
Il Trofeo Bravo è stato un premio annuale assegnato dal 1978 al 2015 dal mensile Guerin Sportivo al miglior calciatore europeo con meno di 21 anni.

## Storia
Tra il 1978 e il 1992 il trofeo poteva essere assegnato solo a giocatori con meno di 23 anni appartenenti ai club partecipanti alle competizioni europee per club organizzate dall'UEFA. Dal 1992 può essere assegnato a qualunque giocatore con età inferiore ai 21 anni che militi in un qualsiasi club  di un campionato nazionale europeo.
Il premio era assegnato nel mese di giugno, in base ai meriti dimostrati durante la stagione calcistica e non durante l'anno solare.

## Albo d'oro
| Anno | Giocatore            | Nazionalità    | Club                  |
| ---- | -------------------- | -------------- | --------------------- |
| 1978 | Jimmy Case           | Inghilterra    | Liverpool             |
| 1979 | Garry Birtles        | Inghilterra    | Nottingham Forest     |
| 1980 | Hansi Müller         | Germania Ovest | Stoccarda             |
| 1981 | John Wark            | Scozia         | Ipswich Town          |
| 1982 | Gary Shaw            | Inghilterra    | Aston Villa           |
| 1983 | Massimo Bonini       | San Marino     | Juventus              |
| 1984 | Ubaldo Righetti      | Italia         | Roma                  |
| 1985 | Emilio Butragueño    | Spagna         | Real Madrid           |
| 1986 | Emilio Butragueño    | Spagna         | Real Madrid           |
| 1987 | Marco van Basten     | Paesi Bassi    | Ajax                  |
| 1988 | Eli Ohana            | Israele        | Mechelen              |
| 1989 | Paolo Maldini        | Italia         | Milan                 |
| 1990 | Roberto Baggio       | Italia         | Fiorentina            |
| 1991 | Robert Prosinečki    | Jugoslavia     | Stella Rossa Belgrado |
| 1992 | Pep Guardiola        | Spagna         | Barcellona            |
| 1993 | Ryan Giggs           | Galles         | Manchester United     |
| 1994 | Christian Panucci    | Italia         | Milan                 |
| 1995 | Patrick Kluivert     | Paesi Bassi    | Ajax                  |
| 1996 | Alessandro Del Piero | Italia         | Juventus              |
| 1997 | Ronaldo              | Brasile        | Barcellona            |
| 1998 | Ronaldo              | Brasile        | Inter                 |
| 1999 | Gianluigi Buffon     | Italia         | Parma                 |
| 2000 | Iker Casillas        | Spagna         | Real Madrid           |
| 2001 | Owen Hargreaves      | Inghilterra    | Bayern Monaco         |
| 2002 | Christoph Metzelder  | Germania       | Borussia Dortmund     |
| 2003 | Wayne Rooney         | Inghilterra    | Everton               |
| 2004 | Cristiano Ronaldo    | Portogallo     | Manchester United     |
| 2005 | Arjen Robben         | Paesi Bassi    | Chelsea               |
| 2006 | Cesc Fàbregas        | Spagna         | Arsenal               |
| 2007 | Lionel Messi         | Argentina      | Barcellona            |
| 2008 | Karim Benzema        | Francia        | Lione                 |
| 2009 | Sergio Busquets      | Spagna         | Barcellona            |
| 2010 | Thomas Müller        | Germania       | Bayern Monaco         |
| 2011 | Eden Hazard          | Belgio         | Lille                 |
| 2012 | Marco Verratti       | Italia         | Pescara               |
| 2013 | Isco                 | Spagna         | Malaga                |
| 2014 | Paul Pogba           | Francia        | Juventus              |
| 2015 | Domenico Berardi     | Italia         | Sassuolo              |

### Vittorie per nazionalità del calciatore
Aggiornato al 2015.
- 8 vittorie:  Italia
- 7 vittorie:  Spagna
- 5 vittorie:  Inghilterra
- 3 vittorie:  Paesi Bassi
- 3 vittorie:  Germania
- 2 vittorie:  Brasile
- 2 vittorie:  Francia
- 1 vittoria:  Scozia
- 1 vittoria:  San Marino
- 1 vittoria:  Israele
- 1 vittoria:  Jugoslavia
- 1 vittoria:  Galles
- 1 vittoria:  Portogallo
- 1 vittoria:  Argentina
- 1 vittoria:  Belgio